# Ричард Шрусбери, 1-й герцог Йоркский
Ри́чард из Шру́сбери, 1-й ге́рцог Йо́ркский (англ. Richard of Shrewsbury, 1st Duke of York; 17 августа 1473 — после 1483) — второй сын английского короля Эдуарда IV и его жены Елизаветы Вудвилл.
Несмотря на юный возраст, Ричард был женат: брак с Энн Моубрей принёс маленькому принцу несколько титулов, а её смерть — богатые поместья. После смерти отца Ричард из Шрусбери стал предполагаемым наследником престола при своём старшем брате-короле Эдуарде V. Однако оба принца, как и другие дети Эдуарда IV, были признаны незаконнорождёнными их дядей Ричардом Глостером. Вскоре после того, как Ричард Глостер был провозглашён королём, оба мальчика таинственно исчезли из Тауэра.

## Биография
Принц Ричард родился в Шрусбери и был вторым сыном и шестым из десяти детей короля Эдуарда IV и его жены, Елизаветы Вудвилл. В мае следующего года мальчик был назван герцогом Йоркским; именно с него началась традиция, по которой этот титул присваивался вторым сыновьям или же следующим братьям королей. В 1476 году Ричард также был провозглашён графом-маршалом, который отвечал за содержание лошадей и поддержание порядка в дворцовых службах.

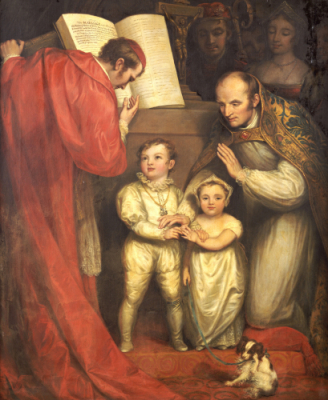
Свадьба Ричарда и Анны.
Джеймс Норкот, XIX век

15 января 1478 года в капелле Святого Стефана Вестминстерского дворца четырёхлетний Ричард женился на пятилетней Анне Моубрей, дочери и наследнице Джона Моубрея, герцога Норфолка. Поскольку герцогство тестя Ричарда уже угасло к тому времени, когда он умер, Анна не смогла унаследовать его, и титул был воссоздан заново: Ричард стал графом Норфолком и графом Уоренном 7 февраля 1477 года. Годом ранее, 12 июня 1476 года, герцог Йоркский также получил титул графа Ноттингема. Когда маленькая жена принца скончалась в ноябре 1481 года, обширные владения, доставшиеся ей от отца, должны были отойти Уильяму, виконту Беркли и Джону Говарду, но парламентский акт от января 1483 года передавал наследство Анны Ричарду и его потомкам, если бы таковые имелись. Два сонаследника были лишены прав на наследство: виконт Беркли имел финансовые трудности, его долги были погашены королём Эдуардом IV и сам виконт отказался от наследства. Лорд Говард остался не у дел.

## Предполагаемый наследник
9 апреля 1483 года неожиданно умер отец Ричарда и новым королём стал его старший брат Эдуард, а сам герцог Йоркский стал предполагаемым наследником. Их дядя Ричард, герцог Глостерский, был назначен регентом и лордом-протектором своих племянников. Вскоре после смерти брата, Глостер стал принимать меры, чтобы изолировать племянников от Вудвиллов и приказал арестовать Энтони Вудвилла и Ричарда Грея, дядю и единоутробного брата мальчиков. Молодой король был перевезён в Лондонский Тауэр в ожидании коронации под защиту герцога Глостера. Ричард вместе с матерью и сёстрами укрылся в убежище. Позже Глостер уговорил Елизавету Вудвилл отправить сына в башню к королю для компании.
Два месяца спустя, 22 июня 1483, брак Эдуарда IV с Елизаветой Вудвилл был признан незаконным, поскольку Эдуард на момент заключения брака с Елизаветой уже был связан обещанием с другой женщиной. Ричард, в числе других детей покойного короля, объявлялся незаконнорождённым, а также лишался прав на престол и всех титулов. 25 июня 1483 Ричард приказал казнить ранее арестованных брата и дядю Ричарда в замке Понтефракт, Йоркшир. Глостер был объявлен королём 6 июля 1483 года.

## Дальнейшая судьба

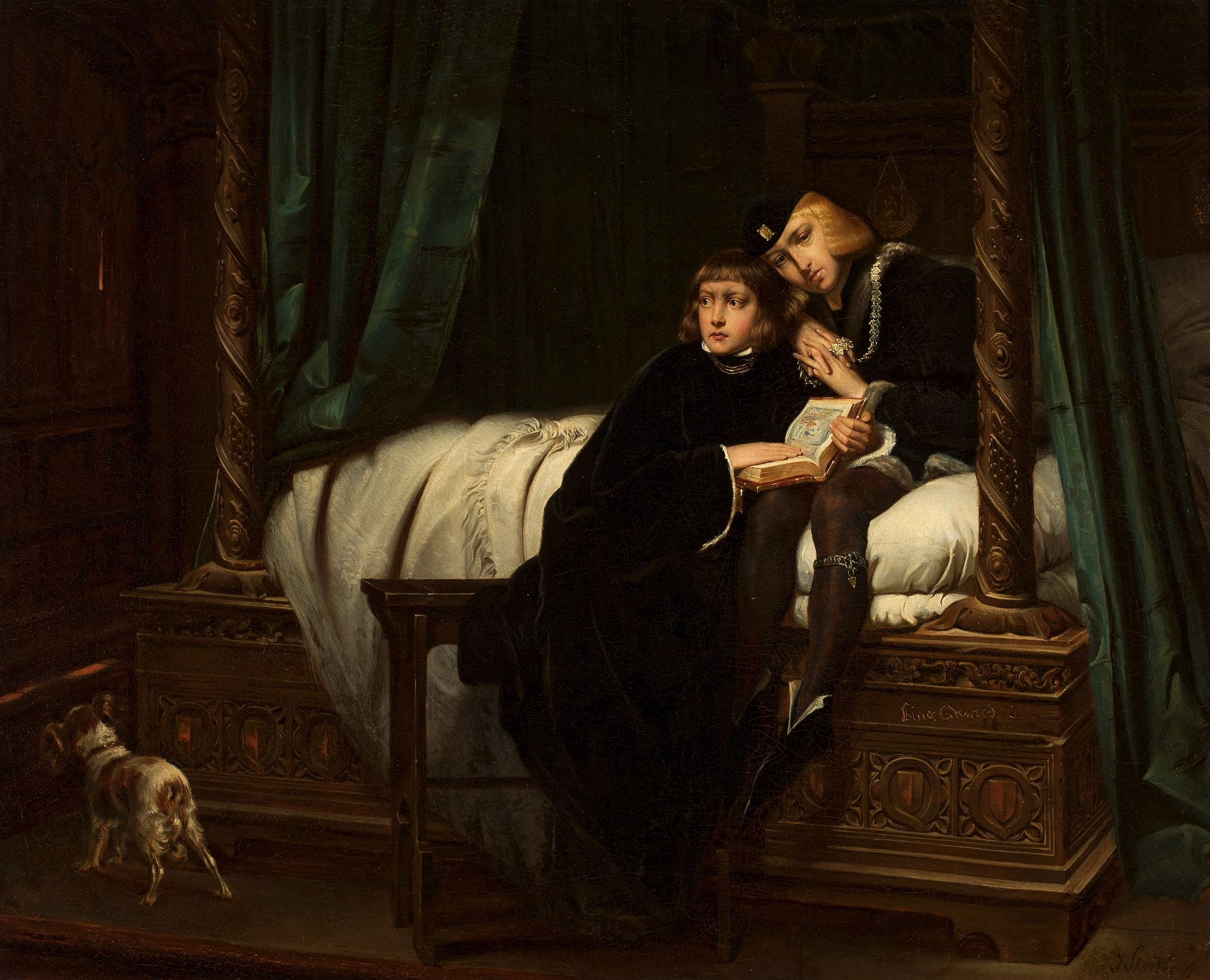
Король Эдуард V и принц Ричард

Вскоре после провозглашения королём их дяди перестали поступать какие-либо вести о Ричарде и его старшем брате, а потом и вовсе поползли слухи, что мальчики были убиты. Дальнейшая судьба Ричарда и его старшего брата неизвестна — сведений о том, как и когда они умерли, нет. Наиболее распространена версия о том, что принцы были убиты по приказу их дяди Ричарда III. Томас Мор писал, что принцы были задушены подушками в Тауэре по приказу короля; версия Мора легла в основу пьесы Шекспира «Ричард III», где Джеймс Тиррелл со своими сообщниками убивает принцев по приказу короля. В более поздний период версия о виновности Ричарда III была отвергнута историками, начиная с Уильяма Корнуолиса в начале XVII века. В период до исчезновения мальчиков старшего из них, Эдуарда, часто навещал доктор; историк Дэвид Болдуин предполагает, что современники посчитали Эдуарда умершим от болезни или попыток вылечить его. В отсутствие веских доказательств появился ряд других теорий, среди которых наиболее популярны две — принцы были убиты по приказу герцога Бекингема и по приказу Генри Тюдора. Тем не менее, Поллард отмечает, что эти теории менее вероятны, нежели более простая и очевидна, в которой детей убивает именно их дядя-король, который контролировал доступ к ним и был ответственен за их благополучие.
В 1674 году в ходе ремонта одной из башен Тауэра под лестницей были обнаружены останки двух детей. По приказу короля Карла II останки были перемещены в Вестминстерское аббатство, где были захоронены под именами Ричарда и его старшего брата. Останки были изучены повторно в 1933 году; было обнаружено, что в скелетах отсутствовали некоторые фрагменты и имелись примеси животных костей. Принадлежность этих останков детям короля Эдуарда IV так и не была доказана.
В 1789 году рабочий, осуществлявший ремонт в капелле Святого Георгия в Виндзорском замке, случайно обнаружил и вскрыл склеп короля Эдуарда IV и его жены Елизаветы Вудвилл. В примыкающем к склепу помещении были обнаружены гробы двоих детей. На гробнице были высечены имена детей Эдуарда: Джорджа, герцога Бедфорда, умершего в возрасте двух лет, и принцессы Марии, умершей в возрасте 14 лет. Оба они умерли при жизни отца. Однако останки этих двоих детей позже были обнаружены в другом помещении капеллы; таким образом, неизвестно, чьи останки захоронены под именами Джорджа и Марии.

## Лже-Ричард
Первым претендентом на роль выжившего Ричарда, герцога Йоркского, мог стать Ламберт Симнел. Мальчик родился ок. 1477 года; настоящее его имя и происхождение не известны. В возрасте около 11 лет он был взят на воспитание священником, получившим образование в Оксфорде, Ричардом Саймоном, который заметил невероятное сходство Ламберта с детьми короля Эдуарда IV. Саймон, рассчитывавший стать новым «делателем королей», дал мальчику хорошее образование, чтобы выдать его за Ричарда из Шрусбери. Однако, очевидная разница в возрасте между Ламбертом и принцем Ричардом, а также слухи о побеге из Тауэра Эдуарда Уорика заставили Саймона изменить план.

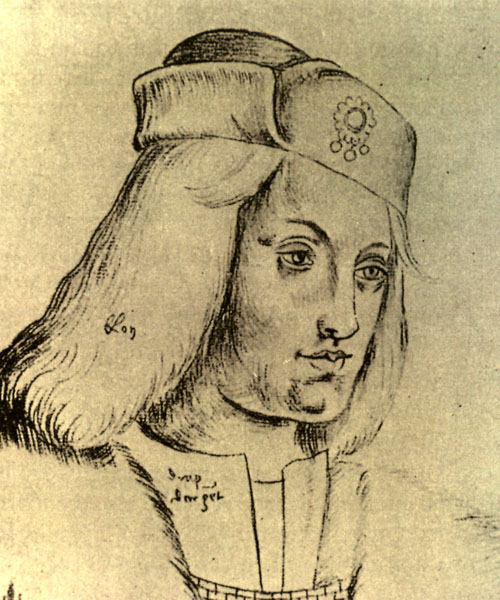
Перкин Уорбек

В 90-х годах XV века человек по имени Перкин Уорбек объявил себя принцем Ричардом и заявил свои права на английский престол. Впервые Уорбек заговорил о себе как о герцоге Йоркском в 1490 году в Бургундии при дворе Маргариты Йоркской, — тётки реального Ричарда. Он рассказал историю своего чудесного спасения: якобы брат его, король Эдуард V, был убит, но самого Ричарда пощадили из-за его возраста и «невинности» и заставили принести клятву, которая заставила принца скрывать своё истинное имя и происхождение «некоторое количество лет». С 1483 по 1490 год он скрывался в Европе под защитой йоркистов, но после отъезда своего главного опекуна, сэра Эдварда Брэмтона, решил заявить о себе. Уорбеку поверили многие, в том числе и некоторые монархи и знать. Так, Яков IV принял претендента при своём дворе, оказывал ему поддержку и даже выдал за него свою родственницу леди Кэтрин Гордон. В конечном итоге Уорбек поднял восстание, в ходе которого был провозглашён королём Ричардом IV. Однако вскоре он был схвачен, его армия распущена, а зачинщики казнены. Сам Уорбек после того, как признал себя самозванцем, был выпущен из Тауэра и хорошо принят при дворе. Вместе с ним в Лондон была доставлена и его жена, Кэтрин Гордон, которую взяла под опеку королева. После 18 месяцев при дворе Уорбек попытался бежать, но был схвачен и посажен в Тауэр. Там он снова стал строить план побега, но уже вместе с Эдуардом Уориком. Оба были казнены. Происхождение претендента осталось неясным, но внешнее сходство с детьми короля Эдуарда IV позволило предположить, что Уорбек был одним из бастардов самого Эдуарда, его брата Ричарда III или его сестры Маргариты.

## В культуре
В первом сезоне британского комедийного сериала «Чёрная Гадюка» рассказывается альтернативная история, в которой Ричард Шрусбери унаследовал английский трон после смерти Ричарда III, став королём Ричардом IV. Роль исполнил Брайан Блессид.
Ричард является одним из персонажей романа Филиппы Грегори «Белая королева» и его экранизации (роль исполнил Тед Оллпресс). Здесь мать мальчика, Елизавета Вудвилл, отправляет в Тауэр вместо своего сына другого ребёнка, а самого Ричарда отсылает в Турне. В конце романа Ричард появляется под вымышленным именем. История находит своё продолжение в другом романе Грегори, «Первая роза Тюдоров, или Белая принцесса».
Ричард также персонаж серии подростковых романов «Пропавшие» Маргарет Петерсон Хэддикс. Его история рассказывается во втором романе серии, где мальчик появляется под именем Алекса Полчака.
Ричард появляется в шестнадцатом эпизоде первого сезона аниме «Kuroshitsuji», где главный герой сталкивается в старом замке с привидениями, которые оказываются давно убитыми братьями-принцами — Ричардом Шрусбери и Эдуардом V.
В историческом романе Ваноры Беннетт «Портрет Незнакомки» Ричард предстаёт перед читателем в образе взрослого мужчины, Джона Клемента, члена семьи Томаса Мора и мужа его приёмной дочери.
Также Ричард появляется в пьесе Шекспира «Ричард III» и её многочисленных постановках и экранизациях:
- Ричард III (фильм, 1912 год; роль исполнила Вирджиния Рэнкин[39])
- Ричард III (фильм, 1955 год; роль исполнил Энди Шайн[40])
- Ричард III (телефильм, 1973 год; роль исполнил Бенце Дьёндьёшши[41]
- Трагедия Ричарда III (фильм, 1983 год; роль исполнил Джереми Диммик[42]
- Ричард III (фильм, 1995 год; роль исполнил Мэтью Грум[43])

Кроме того, Ричард является персонажем ряда других фильмов и телесериалов:
- Принцы в Тауэре (фильм, 1928 год; роль исполнила Банти Фосс[44])
- Башня смерти (фильм, 1939 год; роль исполнил Джон Герберт-Бонд[45])
- Эпоха королей[англ.] (мини-сериал, 1960 год; роль исполнил Майкл Льюис[46]
- Башня смерти[англ.] (фильм, 1962 год; роль исполнил Дональд Лосби[47])
- Война роз[англ.] (1965 год; роль исполнил Пол Мартин)
- Второй приговор[англ.] (телесериал, 1976 год; эпизод «Кто убил принцев в Тауэре?», роль исполнил Робин Сопер[48])

## Комментарии
1. ↑  В дальнейшем эта традиция нарушалась только один раз, когда королева Виктория в 1892 году даровала этот титул своему внуку Георгу.
2. ↑  В парламентском акте, Titulus Regius (1 Ric. III), лорд-протектор герцог Глостерский заявил, что дети его старшего брата вместе с Елизаветой Вудвилл незаконны на том основании, что его брат был обручён с вдовой леди Элеонорой Ботелер, что в те времена считалось юридически обязывающим договором, и вследствие чего любые другие брачные договоры становились недействительными. Бургундский хронист Филипп де Коммин говорил, что Роберт Стиллингтон, епископ Бата и Уэльса, утверждал, что провел церемонию обручения между Эдуардом IV и леди Элеанор[8][9].
3. ↑  В конце экранизации, в отличие от книги, Ричард возвращается домой.